# Toi toi toi
"Toi toi toi" es un idiotismo utilizado en ópera, y por extensión y de una menor manera en teatro, para desear a un intérprete buena suerte, antes de una interpretación. Es equivalente a la frase inglesa "break a leg" ("que te rompas una pierna"), con la que se desea suerte a los actores. Su uso se corresponde a la superstición teatral según la cual desear suerte a una persona aporta mala suerte al sujeto al que se le desea. Esta expresión se utiliza a veces fuera del ámbito de la ópera, incluyendo en situaciones cotidianas.

## Origen
"Toi toi toi" fue originalmente un modismo utilizado para evitar un maleficio o un hechizo, a menudo acompañado con golpes en algo de madera, y es la imitación del sonido de un escupitinajo. Tradicionalmente, la saliva tenía el poder de echar a los demonios. Del Rotwelsch tof, del Yidis tov ("bueno", derivado del hebreo טוב y con semejanzas fonéticas al alemán antiguo tiuvel "diablo"). Una de las posibles explicaciones es que la frase "toi toi toi" es una representación onomatopéyica de escupir tres veces. Escupir tres veces sobre la cabeza o el hombro de alguien es un gesto para alejar los espíritus malignos. En el hebreo moderno, una expresión similar a "toi toi toi" es "tfu, tfu" (en este caso solo hay una repetición), que algunos indican que los hebreos podrían haber tomado del ruso.

## Modismos alternativos
En italiano la frase alternativa para desear suerte es "in bocca al lupo!" ("¡en la boca del lobo!"), a la que acompaña la respuesta "crepi!" ("¡que se muera el lobo!"). Entre los actores de teatro la frase habitual inglesa es "break a leg" ("que te rompas una pierna"), mientras para bailarines profesionales lo es la palabra francesa "merde". En español, la frase habitual es "mucha mierda". En Argentina, entre los músicos, suele repetirse "Pugliese, Pugliese, Pugliese", en alusión al pianista y director de orquesta de tango Osvaldo Pugliese, a quien se lo considera dador de suerte.